# 용인중학교
용인중학교(龍仁中學校)는 대한민국 경기도 용인시 처인구 김량장동에 있는 공립 중학교이다.

## 학교 연혁
- 1947년 7월 1일 : 용인여자중학원 신현정 창설
- 1947년 9월 10일 : 용인공립여자초급중학교 입학(35명)
- 1948년 11월 3일 : 용인여자중학교 설립 인가, 초대 류관희 교장 취임
- 1950년 5월 8일 : 3학년 수료식
- 1951년 3월 23일 : 제1회 52명 졸업(졸업생 누계 52명)
- 1951년 9월 1일 : 학제변경으로 남녀공학 학급 편성 (3년제)
- 1952년 4월 13일 : 용인중학교로 교명 변경
- 1954년 2월 2일 : 용인고등학교 병설 인가
- 1974년 3월 1일 : 중·고등학교로 각 학년 여자로 편성
- 1976년 3월 1일 : 용인여자 중․고등학교로 교명 변경
- 1981년 3월 1일 : 용인여자중학교와 용인여자고등학교로 완전 분리
- 1992년 3월 1일 : 용인중학교로 교명 변경(남녀 공학, 37학급 인가)
- 2018년 3월 1일 : 제26대 최상돈 교장 취임
- 2024년 1월 5일 : 제74회 299명 졸업(총 24,254명)
- 2024년 3월 4일 : 1학년 10학급 310명 입학

## 참고 자료
- 용인중학교 - 한국교육학술정보원 학교알리미